# Tao Lin

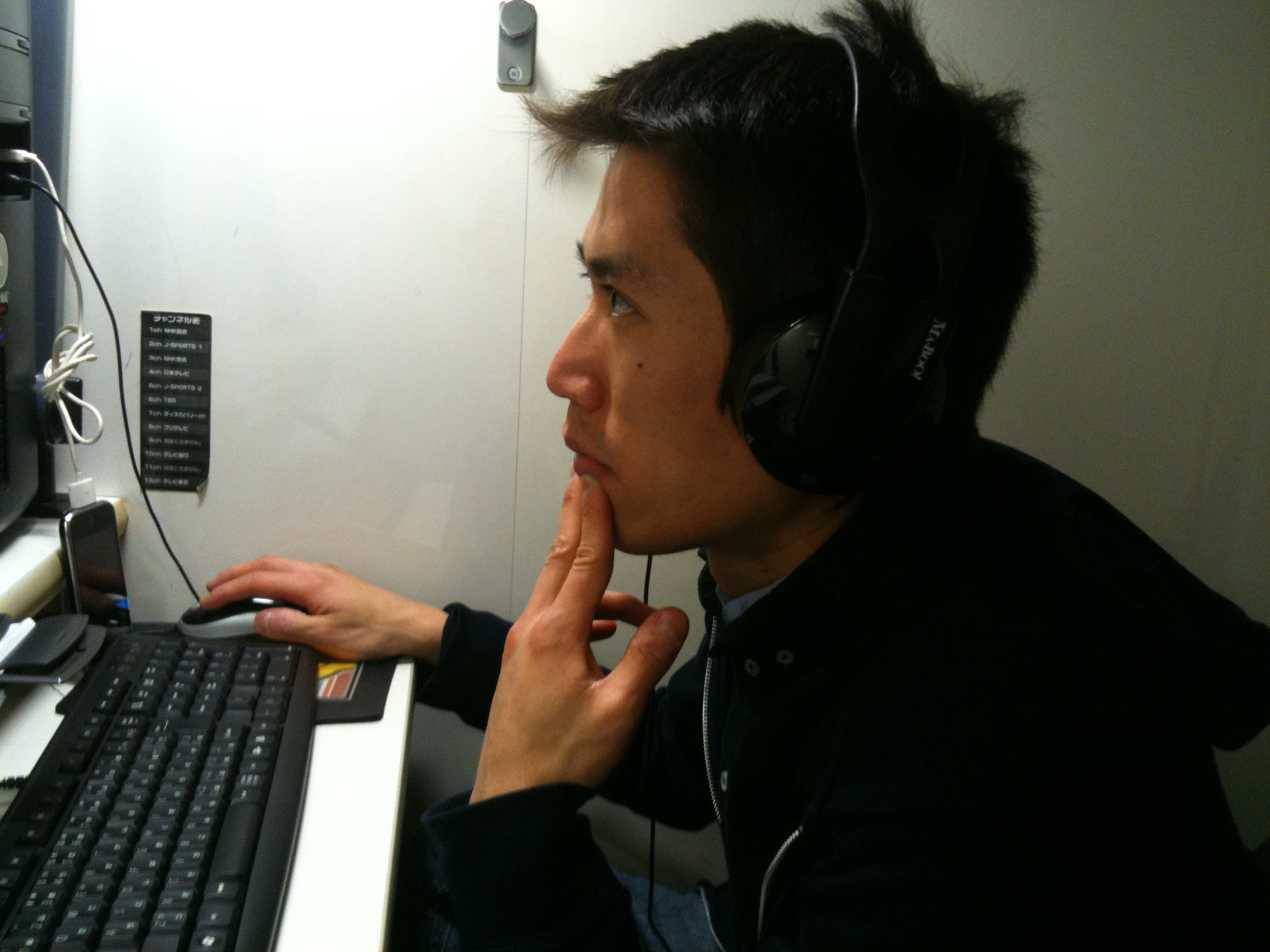
Tao Lin (2010)

Tao Lin (* 2. Juli 1983) ist ein US-amerikanischer Schriftsteller, Poet und Künstler. 

## Leben
Lin gilt als Pionier der sogenannten Alt-Lit-Bewegung (Abkürzung für »alternative literature«) und hat mit seinen frühen Gedichtbänden, Kurzgeschichtensammlungen und ersten beiden Romanen zwischen 2006 und 2010 die Strömung thematisch und formal entscheidend geprägt. Im November 2008 gründete Lin Muumuu House, einen unabhängigen Verlag. Im Jahr 2010 war er Mitgründer von MDMAfilms, einer unabhängigen Filmproduktionsgesellschaft.
Im Mai 2012 begann er eine wöchentliche Kolumne 'Drug-Related Photoshop Art' für das Vice Magazin, in welchen er auch regelmäßig Essays und kürzere Geschichten veröffentlicht. Er war einer der ersten, die bei Thought Catalog als auch für den New York Observer, Gawker, Poetry Foundation und The Believer, geschrieben haben.

## Veröffentlichungen

### Romane
- Eeeee Eee Eeee, Melville House, 2007
  - dt. Gute Laune, Roman, DuMont Übersetzung: Stephan Kleiner, ISBN 978-3-832-18099-7
- Richard Yates, novel, Melville House 2010, ISBN 978-1-935-55415-8
  - dt. Richard Yates, Roman, luxbooks 2016, Übersetzung: Christian Lux, ISBN 978-3-939-55793-7
- Taipei, Vintage Verlag, 2013
  - dt. Taipei, Roman, Übersetzung: Stephan Kleiner, DuMont Buchverlag 2014, ISBN 978-3-832-19766-7

### Weitere Schriften
- you are a little bit happier than i am. Gedichtband 2006
- cognitive-behavioral therapy. Gedichtband 2009
- Bed. Kurzgeschichtensammlung, 2007
- Shoplifting from American Apparel. Novelle, 2009
- Selected Tweets. (Short Flight/Long Drive Books, 2015)
- Trip: Psychedelics, Alienation, and Change. (Vintage Books, 2018)